# Moedermelk
Moedermelk is melk die bij mensen door de moeder wordt gemaakt om haar kind te voeden. Voor pasgeborenen is het de belangrijkste bron van voedingsstoffen, omdat ze geen ander voedsel kunnen verteren. Daarnaast speelt moedermelk een grote rol bij de afweer van een baby, aangezien het eigen afweersysteem nog niet goed op gang is gekomen. Moedermelk wordt geproduceerd door de melkklieren in de borsten.
De meest voorkomende manier waarop een kind moedermelk binnen krijgt, is direct aan de borst. De melk kan echter ook afgekolfd worden en in een flesje aan het kind worden gegeven. Het kan ook voorkomen dat het kind moedermelk krijgt van een andere vrouw. Een vrouw die andere kinderen borstvoeding geeft als beroep heet een min. Het kan echter ook donormelk zijn, bijvoorbeeld van een vrouw uit de familie of vriendenkring of via een moedermelkbank.

## Melkproductie

### Het begin van de melkproductie
De productie van melk komt al in de vijfde maand van de zwangerschap op gang. De secretie ervan wordt alleen geremd door de hormonen progesteron en de oestrogenen. Deze hormonen remmen namelijk de werking van prolactine, het hormoon dat juist voor de secretie van melk zorgt.

### Tijdens de zwangerschap
De ontwikkeling van de borsten tijdens de zwangerschap, maakt de borsten klaar voor de melkproductie. De placenta produceert veel oestrogenen tijdens de zwangerschap. Oestrogenen zorgen voor de ontwikkeling van de melkklieren en de melkkanaaltjes. Ook het vetgehalte in de borsten wordt groter. Ook progesteron speelt een rol bij de volledige ontwikkeling en versterkt het effect van de oestrogenen.

### Na de geboorte
De melkproductie komt vervolgens echt op gang na de bevalling. De remmende werking van progesteron valt dan namelijk weg, omdat de placenta uit het lichaam wordt verwijderd. Voor de geboorte komen er slechts enkele milliliters melk uit de borsten, maar erna komt er veel meer uit. De eerste melk die dan wordt geproduceerd heet colostrum. De maximale hoeveelheid van colostrum die geproduceerd kan worden is slechts 1% van de hoeveelheid moedermelk die er gewoonlijk wordt geproduceerd. In de tweede en derde week na de bevalling verandert de samenstelling geleidelijk.
In de weken na de geboorte van de baby regelen hormonen dat er normale melk, die dun, waterig en zoet is, wordt geproduceerd in plaats van colostrum. Het groeihormoon, cortisol, parathyreoïdhormoon en insuline zorgen ervoor dat de nodige aminozuren, vetzuren, glucose en calcium worden geleverd.
Het basale prolactinegehalte daalt na de bevalling naar het ‘normale’ gehalte, namelijk dat van voor de zwangerschap. Maar elke keer als de baby wordt gevoed, stimuleren signalen uit de tepel de hypofyse waardoor 10 tot 20 keer meer dan de normale hoeveelheid prolactine wordt geproduceerd. Dit effect duurt ongeveer een uur, maar zorgt ervoor dat de melkklieren melk blijven produceren. Als dit mechanisme namelijk ontbreekt, zal er na ongeveer een week geen melk meer geproduceerd worden. De productie van melk kan jaren doorgaan als het kind borstvoeding blijft krijgen. De totale productie neemt echter vaak af na zes a zeven maanden omdat dan meestal met de introductie van vast voedsel wordt gestart waardoor de baby minder moedermelk nodig heeft en dus ook minder (vaak) wil drinken.

### Hormonale regeling
De lactatie bestaat uit twee fasen: de melkproductie door de alveolaire cellen en de melksecretie. De melkproductie is een continu proces. De secretie en productie door alveolaire cellen vindt tegelijkertijd plaats. Maar beide processen worden afzonderlijk geregeld.
Bij melkproductie door cellen is prolactine, dat door de adenohypofyse wordt afgegeven, van groot belang. Bij de secretie is oxytocine, dat juist door de neurohypofyse wordt afgegeven, belangrijk.

#### Regulatie van prolactine
De adenohypofyse wordt gestimuleerd om prolactine af te geven aan het bloed door verschillende hormonen, waaronder TRH, vasopressine en angiotensine. Deze hormonen blijven in het bloed nadat ze zijn afgegeven en zorgen zo in principe voor een constante stimulus. De secretie van PIH (Prolactin-Inhibiting hormone, waarvan er wordt uitgegaan dat het hetzelfde als dopamine is) gaat dit echter tegen. Dit effect kan echter (tijdelijk) worden opgeheven door de toeschietreflex.

#### Toeschietreflex
Er wordt constant melk geproduceerd in de melkklieren, maar die kan niet makkelijk in de melkkanaaltjes komen. Als de baby aan de borst zit, krijgt hij de eerste 30 tot 60 seconden vrijwel geen melk.
De sensoren rond de tepel merken het epitheel van de bovenlip van het kind op. Bij de aanraking van de tepelhof door de lippen van de zuigeling gaan impulsen vanuit de sensoren rond de tepel naar de hypofyse via het ruggenmerg en de hersenstam naar de hypothalamus. Hierdoor wordt de afscheiding van prolactine, oxytocine en ACTH gestimuleerd en die van gonadotrofinen, de geslachtshormonen, geremd. Hierbij is er dus sprake van een neurale afferente (‘aanvoerende’) en hormonale efferente (‘afvoerende’) weg (gezien vanuit de hersenen).
De oxytocine in het bloed stimuleert in de borsten de myoepitheliale cellen, die om de alveoli heen liggen. Hierdoor zullen ze samentrekken en de melk zal in de kanaaltjes komen. De druk die hierbij wordt geleverd is ongeveer 10 tot 20 mm Hg. Pas dan krijgt het kind daadwerkelijk melk. De toeschietreflex treedt dan in beide borsten op, niet alleen in de borst waaruit de baby drinkt.
Soms kan de toeschietreflex ook optreden als de moeder de baby aanraakt of bij het horen van huilen, dit kan ook van een andere baby zijn. De emotionele signalen zijn dan genoeg om de toeschietreflex op gang te brengen. Ook kan dit gebeuren bij een orgasme, omdat dan oxytocine vrijkomt.

#### Menstruele cyclus
Bij de meeste moeders gaat de menstruele cyclus na de geboorte van het kind niet verder tot na een eerste paar weken na het stoppen van de lactatie. De signalen die uit de borsten naar de hypothalamus gaan zorgen ervoor dat de productie van gonadotropin-releasing hormone (GnRH) wordt geremd. Dit kan zowel door de signalen zelf als door de hierop volgende aanmaak van prolactine komen. De remming van GnRH zorgt er dan voor dat de productie van de hormonen LH (luteïniserend hormoon) en FSH (follikelstimulerend hormoon) wordt geremd.
Bij sommige moeders, vooral moeders die weinig borstvoeding geven, wordt er genoeg LH en FSH geproduceerd na een aantal maanden. Hierdoor komt de menstruele cyclus weer op gang.

### Kunstmatige lactatie
De melkproductie kan ook kunstmatig op gang worden gebracht. Dit kan zowel met medicijnen als door het stimuleren van de tepels. Hiervoor hoeft de vrouw niet zwanger te zijn geweest of eerder borstvoeding gegeven te hebben. Vrouwen die eerder borstvoeding gegeven hebben kunnen opnieuw (makkelijker) lacteren, dit heet dan relactatie.
Melkproductie door stimuleren van de tepels kan gebeuren door zowel meerdere malen per dag masseren (handmatig 'kolven'), zuigen aan de borst of 'kolven' met een borstkolf. Hierdoor worden de melkklieren op dezelfde manier gestimuleerd als bij het geven van borstvoeding aan een kind. De hormonen zorgen dan voor de ontwikkeling van de melkklieren zodat er melk gemaakt wordt. Er is geen verschil in samenstelling van moedermelk geproduceerd door natuurlijke of kunstmatige lactatie. Als de melkproductie eenmaal op gang is, is de gemaakte hoeveelheid melk afhankelijk van de vraag naar melk.
De melkproductie kan om verschillende redenen kunstmatig op gang worden gebracht. Zo kan het nodig zijn om een geadopteerd kind borstvoeding te kunnen geven. Het kan ook om seksuele redenen tot stand worden gebracht (erotische lactatie), bijvoorbeeld in een adult nursing Relationship. De lacterende vrouw kan namelijk een plezierig gevoel krijgen als iemand aan de borst drinkt en kan dus iemand anders dan een kind in een seksuele context borstvoeden. Degene die wordt gevoed kan het ook opwindend vinden om moedermelk direct uit de borst of afgekolfde melk te drinken. Dit kan ook een reden zijn voor een al dan niet lacterende vrouw iemand anders dan haar kind haar melk te laten drinken.

## Samenstelling van moedermelk

### Colostrum
Colostrum is de melk die tijdens de zwangerschap uit de borsten komt en de melk die de eerste paar dagen wordt geproduceerd. Het is meestal gelig van kleur en is vrij dun. Deze melk bevat lactose en eiwitten, maar vrijwel geen vet. Colostrum bevat daarnaast veel mineralen en de vetoplosbare vitaminen A en E en immunoglobulinen, voornamelijk van het type IgA, die de pasgeborene tegen infecties beschermen zolang het eigen immuunsysteem nog niet goed genoeg is ontwikkeld. Vitamine D en K dienen gesupplementeerd te worden.
| Component (per liter) | Colostrum                                       | 'Normale' moedermelk                           |
| --- | ----------------------------------------------- | ---------------------------------------------- |
| Energie (kcal) | 581                                             | 677                                            |
| Koolhydraten (g) Lactose (g) Oligosachariden (g) Glucose (g)                                                                     | 50-70 30-50 22-24 0,2-1,0                       | 70-85 67-70 5-15 0,1-0,2                       |
| Lipiden (g) Triglyceriden (g) Vetzuren (g) Cholesterol (g) Cholesteryl-esters (g) Fosfollipiden en sfingolipiden (g)             | 15-20 14,5-19,5 13-17 0,2-0,3 0,05 onbekend     | 35-48 34-47 30-42 0,1-0,2 0,01 0,25-0,30       |
| Stikstof (g) Niet eiwitgebonden Eiwitgebonden (g)                                                                                | 3,0 0,5 2,5                                     | 1,9 0,45 1,45                                  |
| Eiwit (g) β-caseïne (g) κ-caseïne (g) α-lactalbumine (g) IgA (g) IgM (g) IgG (g) Lactoferrine (g) Lysozym (g) Serum albumine (g) | 15-20 2,6 1,2 3,6 2,0 0,02 0,01 3,5 0,1-0,2 0,4 | 8-11 3-4 1-2 2-3 0,5-1,0 0,01 0,05 1-3 0,1 0,3 |

### ‘Normale’ melk
| Component                                                                                         | Moedermelk           | Koeienmelk            |
| ------------------------------------------------------------------------------------------------- | -------------------- | --------------------- |
| Water (mL/100 mL)                                                                                 | 87,1                 | 87,2                  |
| Energie (cal/100 mL)                                                                              | 60-75                | 66                    |
| Vaste bestanddelen (g/100 mL)                                                                     | 12,9                 | 12,8                  |
| Eiwit (%) Caseïne (% van totale hoeveelheid eiwit) Wei-eiwitten (% van totale hoeveelheid eiwit)  | 0,8-0,9 40 60        | 3,5 82 18             |
| Vet (%)                                                                                           | 3-5                  | 3,7                   |
| Lactose (%)                                                                                       | 6,9-7,2              | 4,9                   |
| Mineralen (per liter) Calcium (mg/L) Fosfor (mg/L) Natrium (mEq/L)                                | 340 140 7            | 1170 920 22           |
| Vitaminen (per liter) Vitamine A (IE) Thiamine (µg) Riboflavine (µg) Niacine (µg) Vitamine C (mg) | 1898 160 360 1470 43 | 1025 440 1750 940 1,1 |

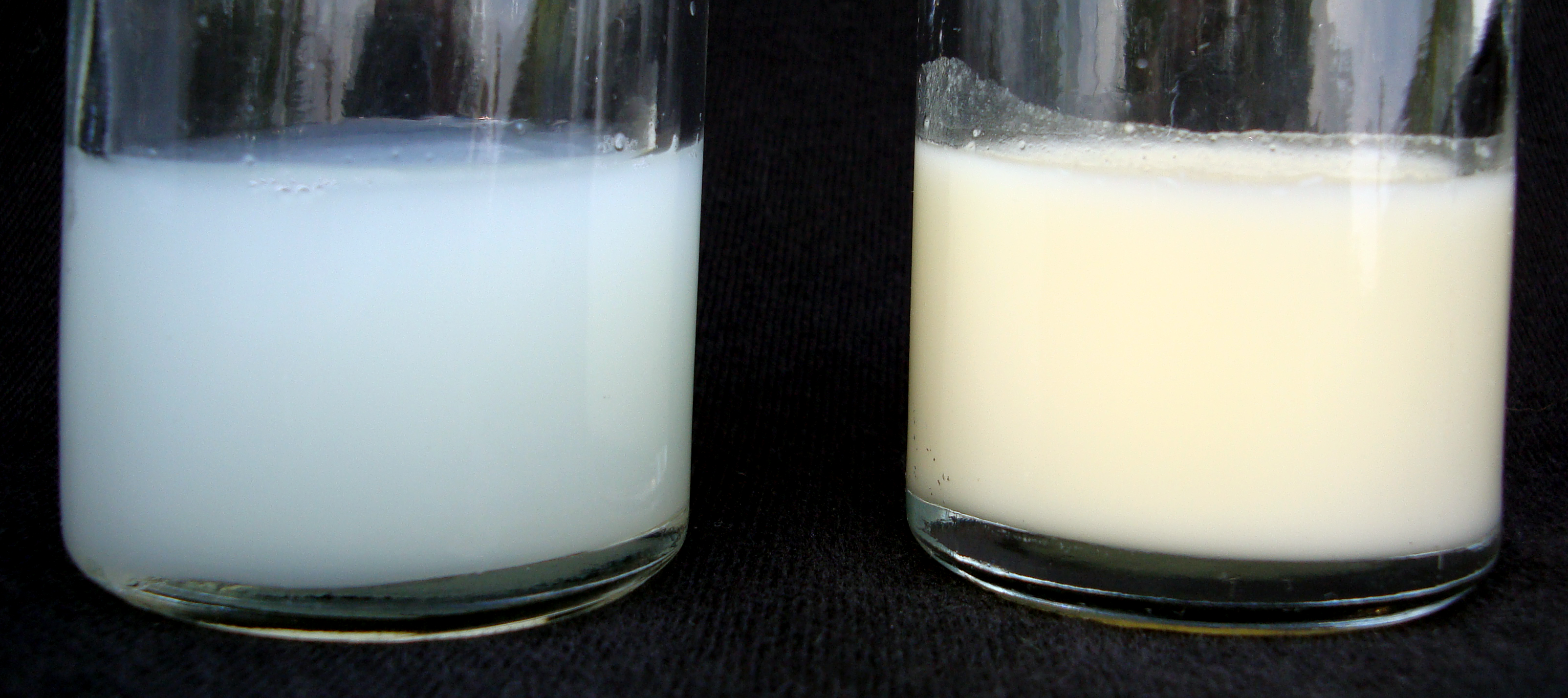
Twee glazen met elk 25 mL moedermelk: Links is er voormelk, uit een 'volle' borst; rechts achtermelk, uit een vrijwel 'lege' borst

Deze melk wordt na 3 tot 4 dagen na de geboorte pas gemaakt. Deze melk is dun (minder dun dan colostrum), waterig en zoet, door het hoge lactosegehalte. Meestal komt eerst waterige melk uit de borst. Deze melk bevat weinig vet en veel koolhydraten en wordt voormelk genoemd. Voormelk is dorstlessend. De melk wordt geleidelijk aan vetter en dikker. Deze melk heet achtermelk en is hongerstillend.
Het gehalte aan de verschillende voedingsstoffen van moedermelk varieert echter sterk per individuele moeder, en hangt af van de voedselinname van de moeder, en van het tijdstip van de dag waarop gezoogd wordt. Ook verandert de samenstelling over een periode van een aantal weken of maanden dat er borstvoeding wordt gegeven.
In vergelijking met koeienmelk zijn de verschillen in gehalte aan lactose, eiwitten en mineralen opmerkelijk. Moedermelk bevat anderhalf keer zoveel lactose (melksuiker) als koemelk. Koemelk bevat twee tot drie keer zo veel eiwitten als moedermelk en heeft een hoger gehalte aan calcium en fosfor.
De koolhydraten in moedermelk zijn voornamelijk lactose (melksuiker). Sommige op lactose gebaseerde oligosachariden komen ook voor. Moedermelkvet bestaat voornamelijk uit triglyceriden van palmitinezuur en oliezuur (O-P-O triglyceriden), naast een grote hoeveelheid lipiden met onderlinge bindingen. Deze vetten zijn goed voor de gezondheid.
De eiwitten in de melk bestaan uit caseïne, α-lactalbumine, lactoferrine, IgA, lysozym en albumine. In zure omgevingen, zoals de maag, ontvouwt α-lactalbumine en bindt aan oliezuur. Ze vormen een complex genaamd HAMLET dat een dodende werking heeft op kankercellen. Er wordt van uitgegaan dat dit een beschermende werking heeft tegen kanker in baby’s.
Behalve voedingsstoffen, mineralen en vitaminen bevat moedermelk antilichaampjes en verschillende soorten witte bloedcellen, zoals neutrofielen en macrofagen die zorgen voor bescherming tegen infecties. Sommige daarvan doden bacteriën die dodelijke infecties kunnen veroorzaken in pasgeboren baby’s. In het bijzonder zijn antilichamen en macrofagen belangrijk die escherichia colibacteriën doden. Deze bacteriën kunnen dodelijke diarree (door dehydratatie) veroorzaken bij baby’s.

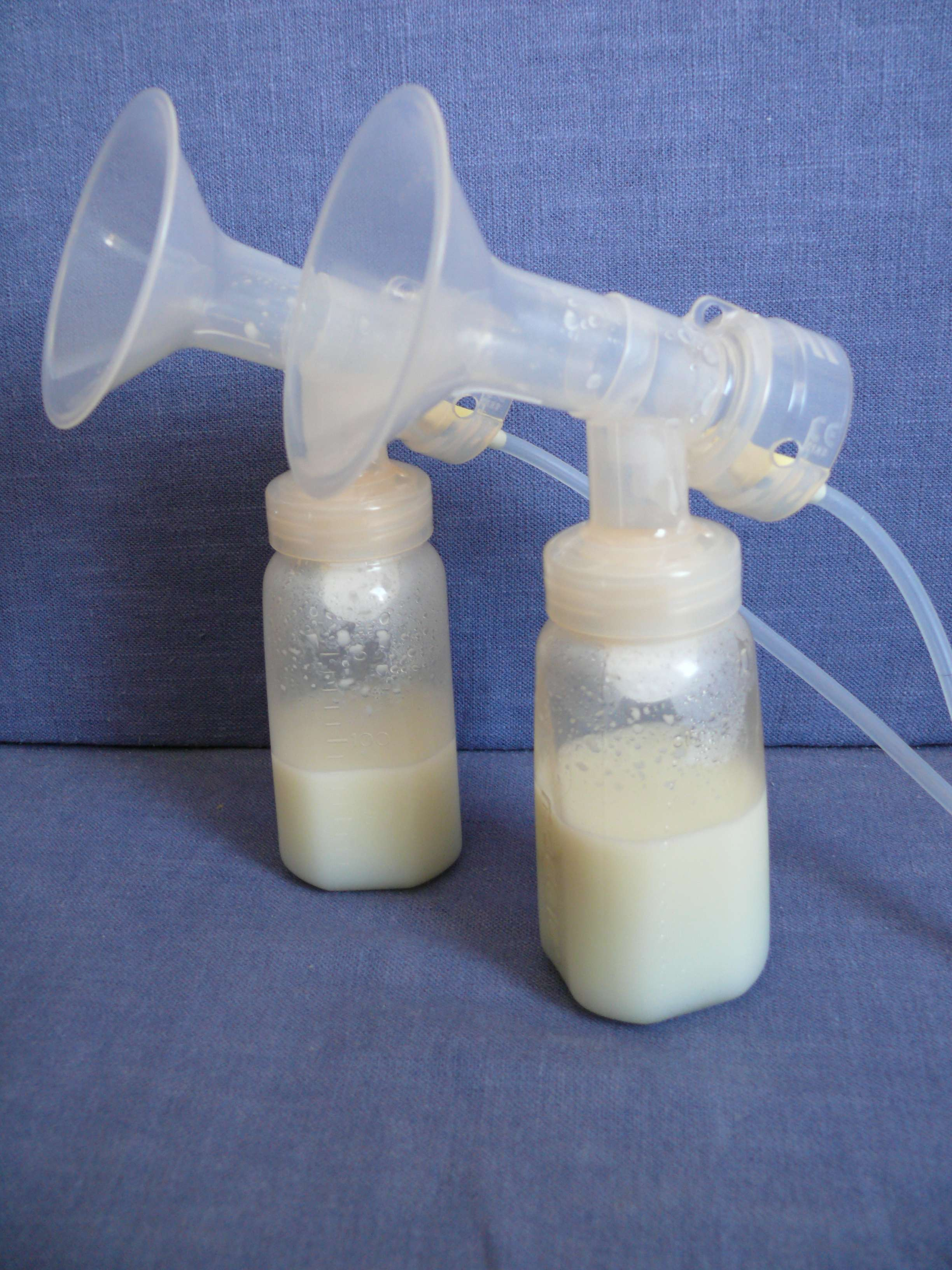
De totale hoeveelheid melk die na één keer beide borsten tegelijkertijd afkolven is verkregen. (Beschikbare hoeveelheid bij één voeding)

Kort na de bevalling kunnen vrouwen tot 600 mL per dag produceren. Later produceren vrouwen gemiddeld 800 tot 1100 mL melk per dag. Op het hoogtepunt van de lactatieperiode kan er tot 1,5 liter geproduceerd worden en bij tweelingen soms nog meer. Er is zelfs melkproductie tot wel 5L aangetoond. De melkproductie hangt af van hoeveel melk de baby tijdens het zogen drinkt en hoe vaak en hoe veel melk de moeder afkolft. De melkproductie kost veel energie van de moeder, ongeveer 650 tot 750 kilocalorieën per liter geproduceerde melk. De samenstelling en de calorische waarde kunnen variëren, afhankelijk van het dieet en andere factoren, zoals hoe vol de borsten zitten.
Uit onderzoek is gebleken dat moederborsten vier keer meer melk zouden kunnen produceren dan een moeder gemiddeld aanmaakt. Omdat moedermelk niet nodig is in zulke grote hoeveelheden wordt er minder geproduceerd.
Sommige voedingsstoffen komen, vanuit het moederlichaam, in relatief grote hoeveelheden in de melk terecht, bijvoorbeeld dagelijks 50 gram vet en 100 gram lactose, die in het moederlichaam uit glucose worden aangemaakt. Ook komt dagelijks 2 tot 3 gram calciumfosfaat vanuit de moeder in de moedermelk terecht. Tenzij de moeder grote hoeveelheden melk drinkt en genoeg vitamine D binnenkrijgt, zal de afvoer vanuit de mammae van calcium en fosfaat veel groter zijn dan haar eigen inname. Om toch voldoende calcium en fosfaat voor de melk te verkrijgen gaan de bijschildklieren vergroten en worden de botten van de moeder gedecalcificeerd. Tijdens de zwangerschap vormt dit geen groot probleem, maar tijdens de lactatieperiode kan dit de gezondheid van de moeder nadelig gaan beïnvloeden.

#### Eiwitten
Zoals hierboven staat bevat moedermelk veel verschillende eiwitten. Deze hebben allemaal verschillende functies voor kinderen.

##### Caseïne
β-Caseïne is de voornaamste caseïne in moedermelk. Het kan calciumionen aan zich binden en draagt waarschijnlijk bij aan de grote hoeveelheid calcium in de melk. Daarnaast komt ook κ-caseïne voor in de moedermelk. Er is aangetoond dat κ-caseïne de bacterie Helicobacter pylori tegenwerkt. Deze bacterie komt voornamelijk voor bij jonge kinderen. Een derde vorm, αs1-caseïne, is in lage concentraties aangetoond, maar de functie ervan in moedermelk is onbekend.

##### α-Lactalbumine
α-Lactalbumine bindt calcium- en zinkionen aan zich. Deze hoeveelheid is echter klein, maar het heeft mogelijk een positieve invloed op de opname van mineralen. Dit effect is aangetoond met α-lactalbumine van koeienmelk, maar nog niet in het melk van mensen.
Daarnaast kan het ook een antimicrobiële (anti-pathogene) functie hebben. Drie polypeptideketens van α-lactalbumine hebben antimicrobiële activiteit vertoond tegen de bacteriën Escherichia coli, Klebsiella pneumoniae, Staphylococcus aureus, S. epidermidis, Streptococci en Candida albicans.

##### Immunoglobulinen
De meest voorkomende immunoglobuline in moedermelk is IgA (>90% van de totale immunoglobulinen in de melk). De concentratie hiervan is vrij hoog, namelijk 1 tot 2 g/L in het vroege stadium van de lactatie en tot wel twee jaar later 0,5 tot 1 g/L. IgA antilichamen tegen E. coli, V. cholerae, H. influenzae, S. pneumoniae, C. difficile en Salmonella zijn aangetoond in moedermelk.

##### Lactoferrine
Een ander belangrijk eiwit is lactoferrine. Het kan twee ijzerionen aan zich binden en is medeverantwoordelijk voor de hoeveelheid ijzer in moedermelk. Het stimuleert ook de opname van ijzer in de darmen van de zuigeling. Dit komt door receptoren voor menselijk lactoferrine.
Lactoferrine heeft ook antimicrobiële werking. Het werkt bacteriostatisch (niet dodend, maar remmend) tegen ijzerafhankelijke bacteriën. Er is ook een bacteriocide (dodende) functie aangetoond tegen sommige bacteriën (niet ijzerafhankelijk).
Mogelijk is de binding van lactoferrine aan de receptoren in de darmen de oorzaak van het vrijkomen van cytokinen. Van lactoferrine is bekend dat het de aanmaak van cytokinen als TNF-α, IL-1β, IL-8 en stikstofmonoxide.

##### Lysozym
Lysozym komt in relatief hoge concentraties voor in moedermelk. Dit enzym kan grampositieve bacteriën doden door de buitenste wand ervan af te breken. In vitro (in reageerbuizen) is ook aangetoond dat lysozym in combinatie met lactoferrine gramnegatieve bacteriën kan doden.

##### Haptocorrine
In melk van mensen is haptocorrine vrijwel de enige stof waar vitamine B12 aan is gebonden. Daarnaast heeft het vermoedelijk een remmende werking op de groei van bacteriën.

##### Groeifactoren
Verschillende soorten groeifactoren, waaronder verschillende vormen van IGF (insulineachtige groeifactoren) en epidermale groeifactor (EGF), zijn aangetoond in moedermelk. Deze groeifactoren zorgen voor groei van bepaalde celsoorten, met name in het verteringssysteem.

##### Prebiotische componenten
De microbiële flora bij kinderen die borstvoeding krijgen is anders dan kinderen die flesvoeding krijgen. Verschillende ziekteverwekkende bacteriën, zoals E. coli, Bacteroides, Campylobacter en Streptococci, komen in mindere mate voor, maar meer lichaamseigen bacteriën, bijvoorbeeld Lactobacilli en Bifidobacteria. Deze bacteriën remmen de groei van ziekteverwekkende bacteriën door de pH in de darmen te verlagen (zuurder te maken). In moedermelk komt een stof voor die hiervoor zorgt. De precieze samenstelling van deze stof is nog niet bekend.

## Afkolven

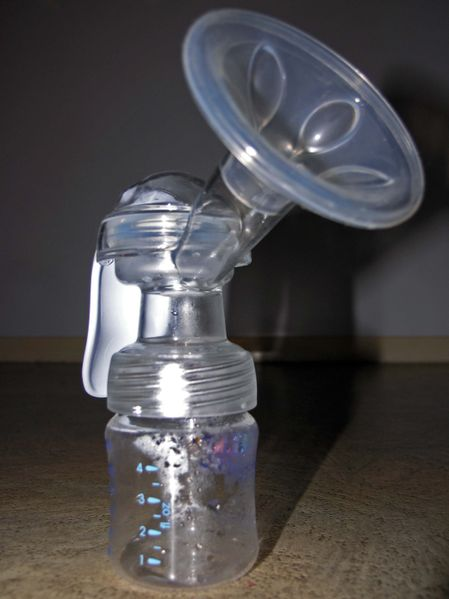
Een handkolf

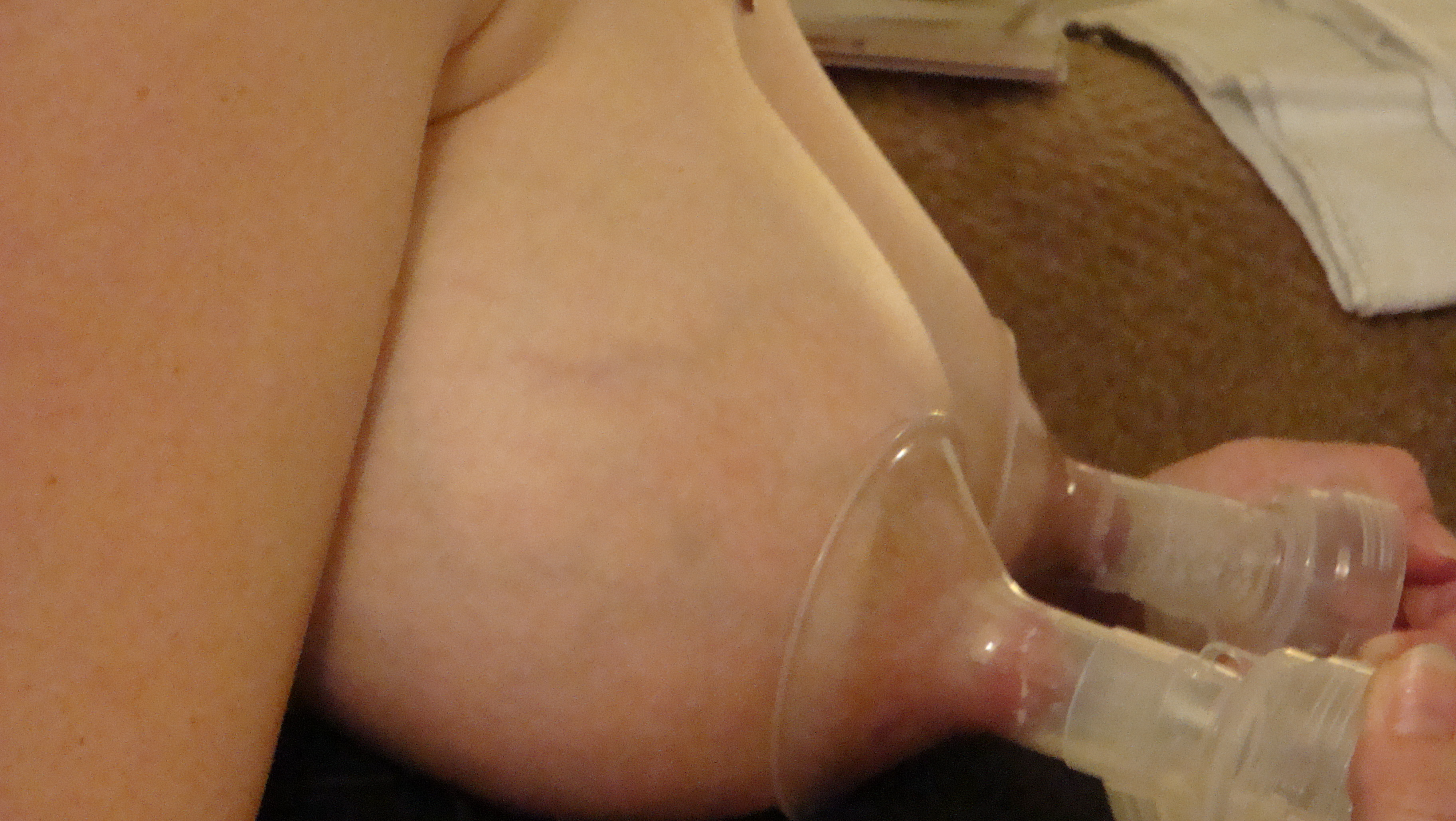
Beide borsten worden tegelijkertijd met een elektrisch kolfapparaat gekolfd

Moedermelk kan afgekolfd worden om verschillende redenen. Bijvoorbeeld omdat het kind niet kan of wil drinken aan de borst. Ook kan het zijn om een voorraad aan te leggen of omdat de moeder niet altijd bij het kind is en op deze manier borstvoeding wil geven.
Er zijn verschillende manieren om melk af te kolven namelijk:
- Met de hand
- Met een handkolf
- Met een elektrische kolfapparaat

### Met de hand
Met de hand afkolven wordt meestal toegepast als er niet zo veel behoefte is aan kolven. Met de hand wordt gekolfd door met de duim en de andere vingers om de areola te plaatsen en te drukken (naar de ribbenkast toe). Vervolgens de vingers naar de tepel toe bewegen. Door de toeschietreflex zal er eerst geen melk uit komen. Ook in de eerste paar dagen na de bevalling zal er niet veel (colostrum) uit komen.

### Met een borstkolf
Moeders die wat vaker melk afkolven gebruiken meestal een borstkolf. Een handkolf wordt meestal gebruikt bij af en toe kolven en het elektrisch kolfapparaat bij regelmatig afkolven.

### Bewaren van moedermelk
Moedermelk is net als de meeste andere voedingsmiddelen beperkt houdbaar. Hieronder staat in welke omstandigheden de melk hoelang bewaard mag worden.
| Locatie                                    | Temperatuur | Houdbaarheid |
| ------------------------------------------ | ----------- | ------------ |
| Huiskamer                                  | 20 °C       | 6-8 uur      |
| Geïsoleerde koeltas                        | 4-15 °C     | 24 uur       |
| Koelkast                                   | 4 °C        | 5 dagen      |
| Vriezer (compartiment in de koelkast zelf) | −15 °C      | 2 weken      |
| Vriezer (aparte deur dan de koelkast)      | −18 °C      | 3-6 maanden  |
| Diepvries                                  | −20 °C      | 6-12 maanden |

## Medicatie en moedermelk
Sommige medicijnen kunnen een bepaalde invloed hebben op de moedermelk. Sommige remmen of stimuleren de productie ervan, andere komen in de melk terecht en kunnen zo een negatieve invloed hebben op het kind.

### Classificatie van riskante medicatie
Medicijnen kunnen geclassificeerd worden voor gebruik bij moeders die borstvoeding geven. Ze worden ingedeeld in vijf categorieën op basis van risico's voor moeder en kind bij gebruik door moeders die borstvoeding geven.
- L1: Medicijn is door een groot aantal lacterende moeders ingenomen en er zijn geen indicaties van bijwerkingen voor het kind.
- L2: Het medicijn is toegediend aan relatief weinig moeders en leidde niet tot afname in de gezondheid van het kind. Eventuele risico's zijn zo klein dat ze te verwaarlozen zijn.
- L3: Er is geen onderzoek gedaan naar eventuele bijwerkingen bij moeders die borstvoeding geven, maar bijwerkingen zijn mogelijk. Als er onderzoek is gedaan, waren er lichte bijwerking met geen gevaar voor het leven van het kind. Het medicijn moet alleen gebruikt worden als de voordelen zwaarder wegen dan de nadelen.
- L4: Er is bewezen dat het medicijn bijwerkingen kan hebben op het kind of op de melkproductie van de moeder. Gebruik is alleen in sommige gevallen aangeraden.
- L5: Er zijn bewezen significante bijwerkingen. Het medicijn hoort niet te worden voorgeschreven aan moeders die borstvoeding geven.

### Ongewenste stoffen in de moedermelk
De stoffen in bepaalde medicijnen kunnen in de melk terechtkomen. Welke stoffen in de melk terecht kunnen komen, hangen af van bepaalde factoren:
- Concentratie van de stof in het plasma van de moeder
- Moleculair gewicht van de stof (lichte stoffen komen makkelijker in de melk)
- Mate waarin de stof aan sommige eiwitten bindt (stoffen die niet of weinig aan eiwitten binden komen makkelijker in de melk)
- Vetgehalte van de melk (vetoplosbare stoffen komen makkelijker in de melk bij een hoger vetgehalte)

#### Passieve diffusie
Stoffen komen meestal in de melk terecht door middel van passief transport door te diffunderen. Stoffen gaan namelijk van de plek met de hoogste concentratie naar een plek met een lage concentratie. In de eerste periode na de bevalling zijn de melkproducerende cellen het meest poreus, maar de geproduceerde hoeveelheid colostrum is meestal weinig. Hierdoor is de werking van eventuele ongewenste stoffen in de melk minimaal.
Meestal diffunderen stoffen uit medicijnen de melk weer uit. Als de stoffen in het plasma van de moeder worden afgebroken, neemt de concentratie af. De stoffen gaan dan weer het plasma in. Dit kan dus gecompenseerd worden door geen borstvoeding te geven wanneer de concentratie van een stof hoog is in het plasma. Bij medicijnen met een lange halveringstijd (tijd waarna de helft van de totale hoeveelheid stof is afgebroken) kan dit meestal niet.

#### Ion trapping
'Ion trapping' vindt bij zwakke basen plaats. De moedermelk (pH 7,2) is iets minder basisch dan plasma (pH 7,4) en hierdoor kunnen sommige zwakke basen sterker gepolariseerd raken. Ze kunnen hierdoor niet meer terug diffunderen en komen vast te zitten in de melk. Omgekeerd kunnen sommige zwakke zuren niet terug diffunderen naar de melk toe.

#### Moleculair gewicht
De grootte van de moleculen van een stof kan ervoor zorgen dat het moeilijker door de celmembraan kan diffunderen. Over het algemeen geldt hoe groter de stof, hoe minder ervan in de moedermelk. Bij een grootte van 500 tot 800 dalton is het al vrij moeilijk voor de stof om in de moedermelk terecht te komen en bij meer dan 1000 dalton is die hoeveelheid zelfs te verwaarlozen.

#### Vetoplosbaarheid
Stoffen die goed in vet kunnen oplossen, kunnen makkelijker in de moedermelk terechtkomen. Dit kan gebeuren in de melk producerende cellen, waar de stof dan oplost in vetten die de cel nog uit moeten. Het kan ook gebeuren nadat de stof al in de melk is terechtgekomen, waarna het oplost in het vet in de melk en daar vast komt te zitten.

#### Melk/plasma ratio
De melk/plasma ratio (kortweg M/P) is soms handig om vooraf te bepalen hoeveel van een stof in de melk terechtkomt. Deze ratio verschilt erg van het moment waarop de moedermelk uit de borst komt. Hierom wordt meestal de M/P op het moment vlak na toediening gehanteerd. Een hoge M/P duidt op makkelijke diffusie naar de melk en een lage M/P op relatief moeilijke diffusie naar de moedermelk. De M/P zegt echter nauwelijks iets over de concentratie van de stof in de moedermelk. Die hangt voornamelijk af van de concentratie in het plasma van de moeder.

#### Concentratie in het plasma
De concentratie van een stof in het plasma van de moeder is een van de belangrijkste (kinetische) factoren die bepalen hoeveel van een stof in de moedermelk terechtkomt. De concentratie wordt bepaald door de dosering van een medicijn, de halveringstijd, de verdeling van de stof in het lichaam, de beschikbare hoeveelheid en de mate waarin het aan eiwitten bindt. Over het algemeen geldt hoe hoger de concentratie in het plasma, hoe hoger de druk om de stof naar de moedermelk te diffunderen.

#### Beschikbare hoeveelheid van de stof
De beschikbare hoeveelheid speelt een rol bij de toename van de concentratie in het plasma. Voordat de stof in het plasma terechtkomt kan het al deels afgebroken worden of niet worden doorgelaten tot het plasma. De wijze van toediening is hierbij belangrijk. De uiteindelijke concentratie in het plasma (vlak na toediening) verschilt bij oraal, rectaal, intraveneus, intramusculair of subcutaan toedienen.

### Remming van de melkproductie
De hoeveelheid melk die wordt geproduceerd is belangrijk voor de groei van het kind. Als de productie van moedermelk wordt geremd, kan het een negatieve invloed hebben op de groei. Van bepaalde soorten medicijnen is bekend dat ze de melkproductie remmen, namelijk ergot-alkaloïden, bijvoorbeeld bromocriptine en cabergoline, oestrogenen, progestagenen, pseudo-efedrine en in mindere mate alcohol.
De werking van medicatie met oestrogeen kan per individu verschillen. Bij sommige vrouwen is er nauwelijks invloed op de melkproductie, bij anderen juist heel erg. Een afname in de melkproductie kan ook relatief langzaam verlopen. Hierbij merkt de vrouw meestal niets aan de hoeveelheid melk die wordt geproduceerd. De meest gevoelige periode is in de na de bevalling, voordat de melkproductie volledig op gang is gekomen. Meestal wordt daarom geadviseerd zo lang mogelijk te wachten met het beginnen van anticonceptiemiddelen.
Ergot-alkaloïden remmen de secretie van prolactine (en uiteindelijk dus ook van de melkproductie).